# Aurélio Zimmermann

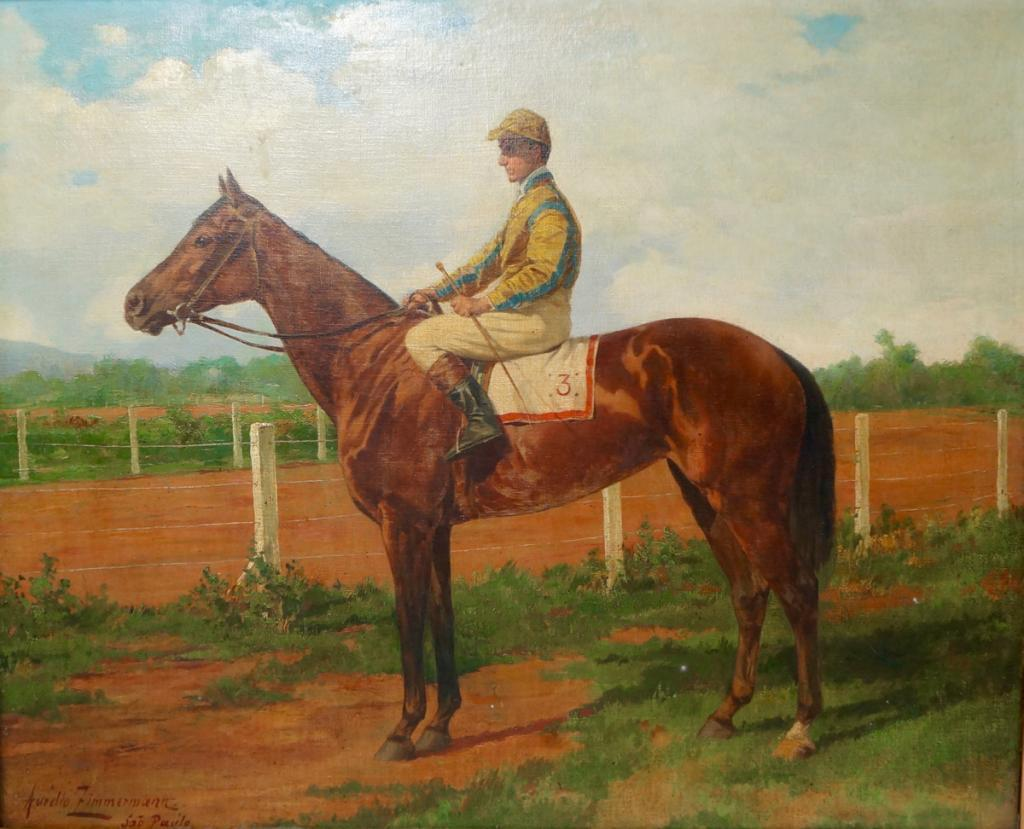
Jockey, de Aurélio Zimmermann

Aurélio Zimmermann (1854 - São Paulo, 26 de fevereiro de 1920) foi um pintor e ilustrador alemão. Especializou-se em pintura paisagista.

## Biografia
Estudou na Escola de Belas Artes de Berlim e na de Dresden.
Chegou ao Brasil em 1884, instalando-se inicialmente no Sul do país, mais especificamente em Santa Catarina e no Paraná. Em 1898, mudou-se para São Paulo.
Em 1907, teve uma exposição individual em São Paulo, em Fotografia Rizzo. Recebeu a Medalha de Prata da Exposição Geral de Belas Artes de 1907, no Rio de Janeiro.

## Obras

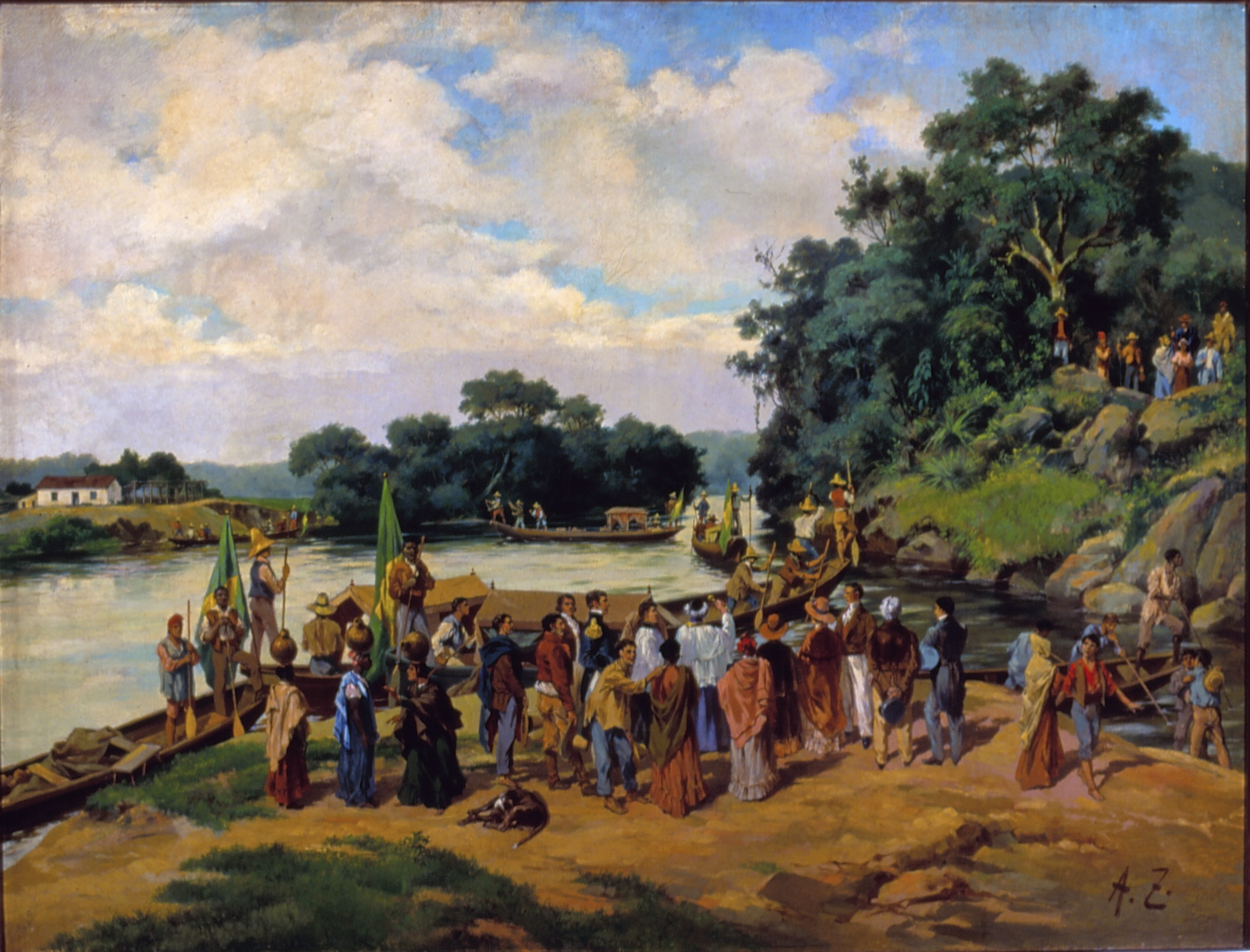
Bênção dos Canoões (Porto Feliz), Acervo do Museu Paulista.

As obras de Zimmerman estão expostas no Museu Paulista.